# Manuel Suárez Fernández
Manuel Suárez Fernández (Herías (Lena), 5 de noviembre de 1895-Perpiñán, 30 de junio de 1954) fue un religioso dominico español que llegó a ser Maestro General de la Orden de Predicadores en 1946.

## Biografía tomada de José Tolivar Faes
Hechas las primeras letras en la inmediata escuela de La Frecha, ingresó en 1905 en el Colegio de los Dominicos de Oviedo, y decidida su vocación religiosa pasó al Colegio de Corias, en Cangas del Narcea, donde cursó humanidades. Siguió después un curso de noviciado en Padrón, donde vistió por primera vez el hábito de Santo Domingo, y de allí pasó al Convento de San Esteban de Salamanca para cursar teología y destacar especialmente como canonista. En la iglesia de aquel convento cantaría su primera misa en 1924.
Explica teología en la Universidad Dominica de Corias; cursa Derecho y obtiene el doctorado en la Universidad Central; estudia en Friburgo; desempeña en Roma la cátedra de Derecho en el Colegio Angelicum; recibe el más alto grado docente de la Orden Dominica, es decir, Maestro en Sagrada Teología, y es nombrado rector. Fue también abogado procurador del Tribunal de La Rota y miembro consultor de la Sagrada Congregación del Concilio y de las Sagradas Congregaciones "pro Ecclesia Orientali et Sacramentis".
El 20 de septiembre de 1946, reunidos en Roma cuatro representantes de cada una de las provincias que la Orden tiene por el mundo, para elegir nuevo general de la misma, en votación solemne y secreta, fue elegido el padre Suárez. Era, desde Santo Domingo, el octogésimo maestro general de la Orden y el decimocuarto español que ostentaría tan alto cargo.
Hablaba varias lenguas vivas y tenía un notable conocimiento de otras muertas, aparte del latín. Sus ocupaciones se multiplicaron después de la elección, pero siempre que le fue posible volvió a visitar las montañas de Herías.
Gozando de la estima de Pío XII, intervino en la elaboración del concordato entre la Santa Sede y España, así como en el proceso de beatificación de fray Melchor García Sampedro.

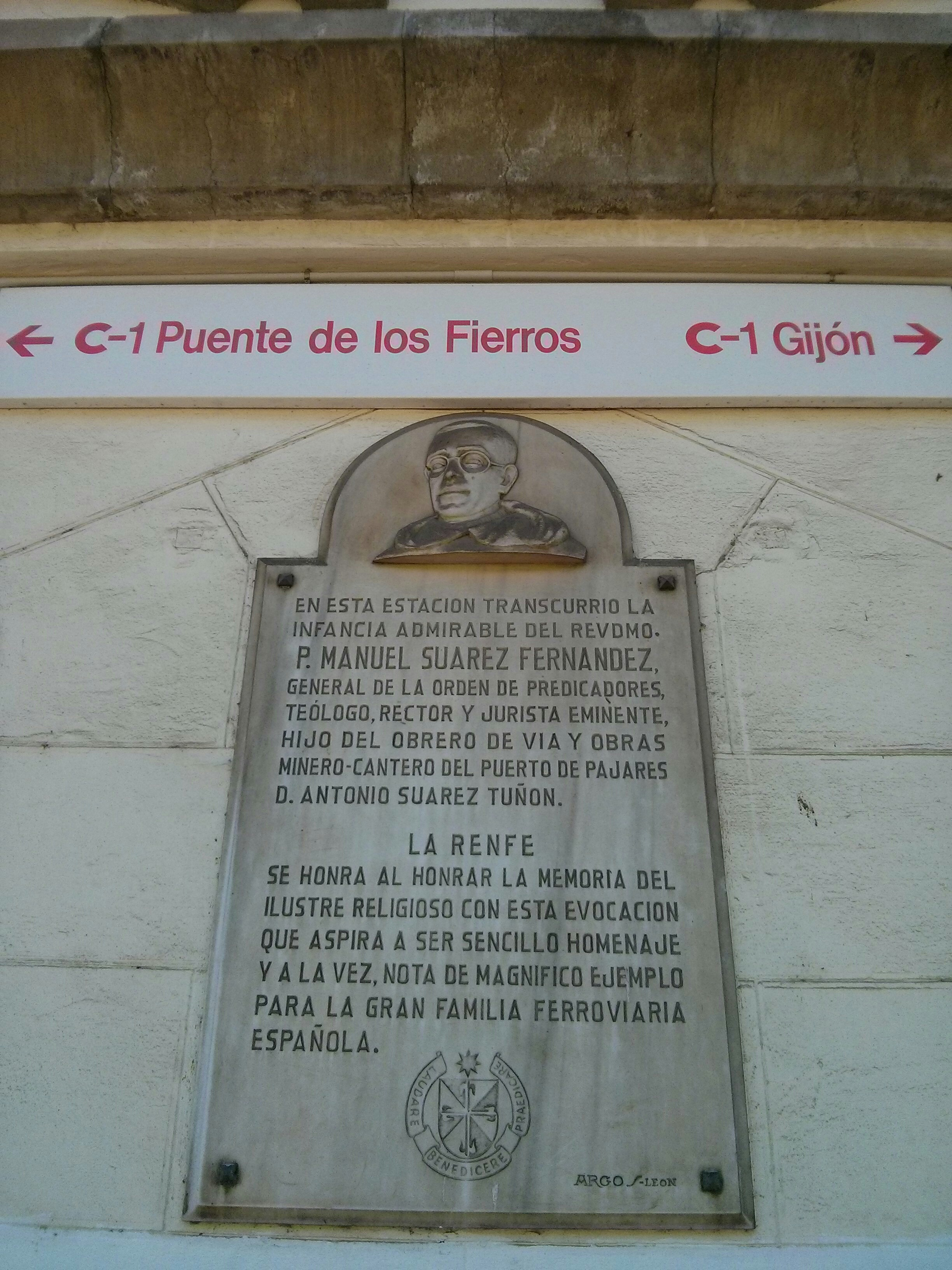
Lápida dedicada a Manuel Suárez Fernández en Campomanes

Viniendo en automóvil desde Roma, para presidir el Capítulo en el que en Las Caldas del Besaya, Cantabria, se elegiría Provincial de su Orden, resultó muerto al chocar contra un árbol. En la basílica de Atocha, en Madrid, se celebraron por él y por su secretario que también resultó muerto, solemnes funerales con asistencia del Gobierno en pleno, después de los cuales los cadáveres fueron trasladados a Caleruega, donde antes de ser sepultados, fue dicha una misa de difuntos por monseñor Velasco, obispo de Amoy, y lenense como el P. Suárez, el cual también presidió los oficios que en Oviedo se celebraron el 3 de junio en la iglesia de Santo Domingo.
Pertenecía al Consejo Superior de Investigaciones Científicas, era grande de España de primera clase, en virtud del derecho otorgado por los reyes de España a los sucesores de Santo Domingo en el Generalato de la Orden, y desde 1950 poseía la Gran Cruz de Isabel la Católica. Había colaborado en revistas de la Orden, y desde 1931 había publicado en Roma su libro De remotione parochorum.
En atención a que Suárez era hijo de un obrero ferroviario, en 1955, la RENFE colocó en la estación de Campomanes, la más próxima al lugar de Herías, una lápida con la siguiente inscripción: "En esa estación transcurrió la infancia admirable del Revdmo. P. Manuel Suárez Fernández, General de la Orden de Predicadores, Teólogo, Rector y Jurista eminente, hijo del obrero de vías y obras minero-cantero del Puerto de Pajares D. Antonio Suárez Tuñón. La RENFE se honra al honrar la memoria del ilustre religioso con esta evocación que aspira a ser sencillo homenaje y, a la vez, nota de magnífico ejemplo para la gran familia ferroviaria española".